# Plaza de San Francisco (Málaga)
La plaza de San Francisco es una plaza del distrito Centro de la ciudad de Málaga, España. Está situada en la confluencia de la calle Marqués de Valdecañas con la calle de Eduardo Ocón, en el barrio de La Goleta.
Se trata de un espacio público surgido a raíz de la desamortización de Mendizábal, con la clausura del convento de San Luis el Real, de la orden de los Franciscanos, hoy sede de la Sala María Cristina. La plaza acogió algunas instituciones culturales que la convirtieron en un lugar de reunión de artistas.
Entre los edificios que la rodean destacan los números 3, 4 y 5, que corresponden a una actuación conjunta realizada tras el derribo del convento por el arquitecto Rafael Mitjana. En el centro de la plaza se encuentra la fuente de la diosa romana Pomona, obra de Juan Bautista Bado datada en 1864 y construida en mármol de Carrara.
En la plaza se encuentra la Capilla de la Hermandad de la Paloma. 